# Hofanlage Grünhof
Die Hofanlage Grünhof, Esenshammer Oberdeich, im niedersächsischen Nordenham-Esenshamm im Landkreis Wesermarsch stammt wohl aus dem 19. Jahrhundert.

Aktuell (2024) wird sie als Wohnhaus und wohl landwirtschaftlich und/oder gewerblich genutzt.
Die Gebäude stehen unter Denkmalschutz (siehe auch Liste der Baudenkmale in Nordenham).

## Geschichte
Durch den Deichbau und die Eindeichung des Jadebusens und Butjadingens im 16. Jahrhundert, veranlasst durch die Oldenburger Grafen Johann V., Anton I. und Johann VII. (Johann der Deichbauer) konnte auch durch u. a. den Esenshammer Oberdeich Nutzland gewonnen werden.

## Beschreibung
Die alleinstehende Gutshofanlage mit altem Baumbestand an einem Stichweg vom Beckumer Sieltief besteht aus:
- dem eingeschossigen verklinkerten giebelständigen Wohn- und Wirtschaftsgebäude als Zweiständer-Hallenhaus mit reetgedecktem Krüppelwalmdach, Niedersachsengiebel und der Grooten Door mit Rundbogen,[3]
- der eingeschossigen giebelständigen verklinkerten Gulf-Scheune mit Krüppelwalm und rechter rundbogiger Längseinfahrt, die nach 1945 niederbrannte und wieder aufgebaut wurde[4]
- und dem eingeschossigen traufständigen Stall als Verbindungsbau mit Satteldach.[5]

Das Landesdenkmalamt befand zur Bedeutung: „geschichtlich, wissenschaftlich“.